# Der Unsichtbare (1987)
Der Unsichtbare ist eine deutsche Filmkomödie aus dem Jahre 1987 mit Klaus Wennemann, Barbara Rudnik und der Sängerin Nena in den Hauptrollen.

## Handlung
Benjamin, ein Mann mittleren Alters, der als Gastgeber einer Fernsehtalkshow Erfolg hat, ist zum zart besaiteten Stadtneurotiker und Nervenbündel geworden. Denn seit sein viel gereister Onkel Josef gestorben ist und ihm eine geheimnisvolle Mütze hinterlassen hat, ist Benjamins Leben komplett aus der Bahn geraten. Die karierte Kopfbedeckung macht eigentlich nicht viel her, aber sie verfügt über magische Kräfte. Einmal auf den Kopf gesetzt, macht sie den Träger schlagartig für seine Mitmenschen unsichtbar. Gleich als erstes probiert Benjamin das Teil gegenüber seiner Ehefrau Helene aus. Da sie ihn nicht sieht, lässt sie sich nicht bei einem Telefonat unterbrechen, und so muss Benjamin erfahren, dass seine Gattin gerade mit ihrem Liebhaber spricht. Diese Erkenntnis wirft ihn derart aus der Bahn, dass er noch am selben Abend in seiner Show durchdreht und seine Frau anfleht, mit dem aufzuhören, was sie gerade tue.
Die Zuschauer sind verwirrt, Intendant von Selbwitz entsetzt, und die smarte Journalistin Jo Schnell wittert hinter diesen ominösen Worten eine ganz heiße Story. Während Benjamin immer mehr optisch wie psychisch verkommt und sich mit Selbstmordgedanken trägt, heftet sich Jo an seine Fersen. Auch seine schrullige Mutter lässt Benjamin keine Ruhe, was ihm seine Spürarbeit, mit wem Helene ihn wohl betrügen mag, nicht leichter macht. Die Tarnkappe, mit der das ganze Unglück ursprünglich seinen Lauf genommen hat, leistet ihm bald aber gute Dienste, denn Benjamin kann sich damit jeder unangenehmen Situation entziehen.

## Produktionsnotiz
Der Unsichtbare entstand im Juli und August 1986 in München und Wien und wurde stark verspätet am 8. Oktober 1987 uraufgeführt. Die Fernseherstausstrahlung erfolgte am 23. Mai 1991 auf RTLplus.
Heidi Genée und Bernd Eichinger firmierten als Koproduzenten. Für die Ausstattung zeichnete Hans Gailling verantwortlich, die Kostüme entwarf Claudia Bobsin.
Ulrich Miehe, der hier seit einem Dutzend Jahre erstmals wieder einen Kinofilm – seinen letzten – inszenierte, und Klaus Richter erhielten für ihr Drehbuch 1988 den Bayerischen Filmpreis.
Für die Leinwandlegende Camilla Horn, seit Stummfilmzeiten ein Star, bedeutete diese Produktion nach knapp zwei Jahrzehnten Abwesenheit die Rückkehr vor eine Kinofilmkamera.
Der Nebendarsteller Benedict Freitag lernte bei den Dreharbeiten Nena kennen, die anschließend bis 1992 seine Lebensgefährtin war.

## Kritiken
„Regisseur Ulf Miehe hat es geschafft: Jenseits des Blödel- und Klamottenhumors von Otto, Didi, Krüger / Gottschalk und Co. ist ihm mit ‚Der Unsichtbare‘ ein Filmspaß gelungen der auch höhere Humoransprüche bestens befriedigt und vom Schmunzeln bis zum Brüllen sämtliche Schattierungen der menschlichen Lach-Palette zu provozieren vermag.“

„Ein turbulente Komödie, bei der die Qualität des Drehbuchs und das solide Spiel der Darsteller durch die teilweise klamottenhafte Inszenierung beeinträchtigt werden. Reizvoll ist der Film immer dann, wenn aus der Umkehrung realer Erwartungen ein ironisches Spiel mit Seh- und Denkgewohnheiten wird.“

Die Deutsche Film- und Medienbewertung FBW in Wiesbaden verlieh dem Film das Prädikat wertvoll.